# Arc de triomphe (Moscou)

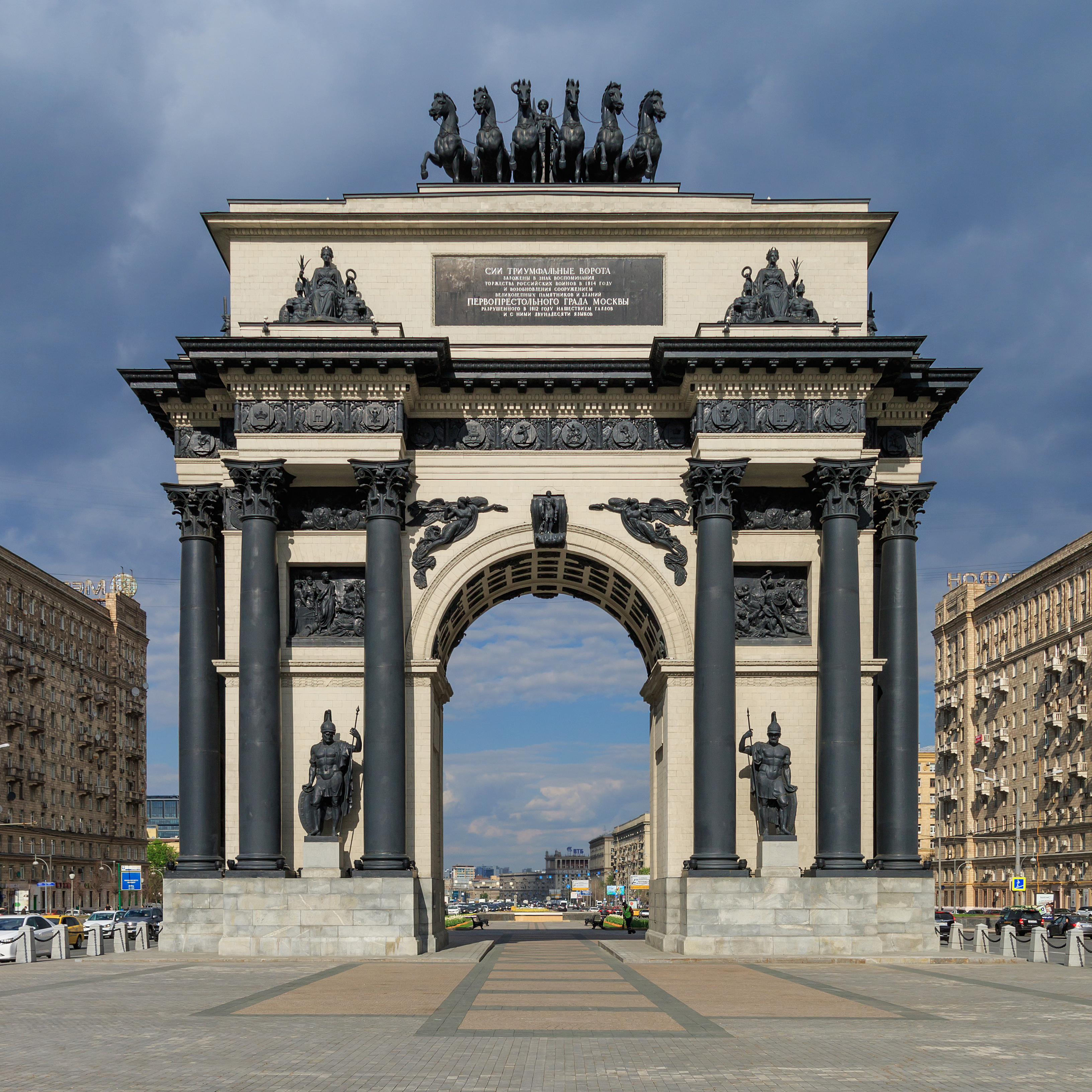
L'arc de triomphe du Mont Poklonnaïa

Pour les articles homonymes, voir Arc de triomphe (homonymie).
Ne doit pas être confondu avec Arc de triomphe de Moscou (Irkoutsk) ou Arc de triomphe de Moscou.
L'Arc de triomphe (Триумфальные ворота, Triumfalnyje vorota) est un arc de triomphe néo-classique construit en 1829-1834 à Moscou afin de commémorer la conquête russe de Paris. Il a remplacé une ancienne structure en bois construite pour accueillir les soldats russes à leur retour de Paris en 1814. L'architecte fut Joseph Bové.
L'inscription bilingue en russe et en latin était la suivante :
« Pour la mémoire bénie de Alexandre I, qui, par des soins paternels, a ressuscité de ses cendres et orné de nombreux monuments cette ancienne capitale qui avait été livrée à la merci d'un incendie lors de l'invasion des Gaulois et de douze autres nations. »
L'arc a été démantelé en 1936 dans le cadre de la reconstruction du centre-ville par Staline.
Les sculptures de Vitali ont ensuite été exposées dans un musée d'architecture sur le terrain de l'ancien monastère de Donskoï.  Après la Seconde Guerre mondiale, il était prévu de reconstruire la structure devant la gare de Biélorussie.
L'arc actuel a été construit selon les plans originaux de Bove en 1966-1968 au milieu de l'avenue Kutuzovsky, près du parc de la Victoire.  Un espace ouvert entourant l'arche est connu comme la place de la Victoire du Mont Poklonnaïa.